# Dantesymfonie nr. 1 (Tisjtsjenko)
Boris Tisjtsjenko voltooide zijn Dantesymfonie nr. 1 op 27 juli 1997. Ze vormt als zelfstandige symfonie zowel de opening als de inleiding van zijn Choreosymfonische cyclus Beatrice. De totale symfonie loopt synchroon met het boekwerk van Dante Alighieri: De goddelijke komedie.
In deze inleiding tot het groter geheel maken we kennis met de belangrijkste personages van het totale werk. Ze gaat tevens over de kennismakingen tussen Dante en Beatrice. Dit heeft tot gevolg dat de muziek fragmentarisch overkomt. Er zijn bijvoorbeeld nauwelijks tutti-aanduidingen, meestentijds is er sprake van solopartijen, dan wel samenspel binnen groepen instrumenten. Men zou kunnen spreken van een concerto grosso, maar dan zonder de concertvorm.
De eerste uitvoering van het werk vond plaats op 20 maart 1998, toen de andere delen nog niet gecomponeerd waren. Uitvoerenden waren het Sint Petersburg Philharmonisch Orkest onder leiding van Joeri Kochnev. Van die première zijn opnamen verschenen op het Russische platenlabel Northern Flowers. De opname wordt verstoord door hevig gehoest en gekuch van het publiek, maar al luisterend lijkt de microfoonopstelling ook niet optimaal geweest te zijn. Ze waren wellicht in eerste instantie niet voor publicatie bedoeld.
De symfonie bestaat uit één deel.

## Discografie
- Uitgave Northern Flowers: première